# Charles Chenery
Charles John Chenery (Lambourn, 1º gennaio 1850 – Mansfield, 17 aprile 1928) è stato un calciatore britannico, di ruolo attaccante, che prese parte alla prima partita internazionale riconosciuta ufficialmente.

## Biografia
Nel 1890 sposa Priscilla Swan, che gli dà tre figli. Muore nella città australiana di Mansfield, Victoria, dov'era emigrato nel 1878.

## Carriera
Ha calcisticamente rappresentato Crystal Palace, Barnes e le città di Surrey e Londra.
Ha rappresentato il Surrey nel cricket tra il 1872 e nel 1873, andando a giocare anche per il Northants.